# Terniopsis
Terniopsis là một chi thực vật có hoa trong họ Podostemaceae.

## Loài
Chi Terniopsis gồm các loài:
- Terniopsis brevis M.Kato, 2006
- Terniopsis chanthaburiensis M.Kato & Koi, 2009
- Terniopsis daoyinensis Q.W.Lin, Gang Lu & Z.Y.Li, 2016
- Terniopsis filiformis Werukamkul, Ampornpan, Koi & M.Kato, 2012
- Terniopsis heterostaminata Werukamkul, Ampornpan, Koi & M.Kato, 2012
- Terniopsis microstigma Koi & M.Kato, 2015
- Terniopsis minor M.Kato & Koi, 2009
- Terniopsis ramosa M.Kato, 2006
- Terniopsis savannaketensis Koi & M.Kato, 2015
- Terniopsis sesadensis Koi & M.Kato, 2015
- Terniopsis ubonensis M.Kato, 2006
- Terniopsis vapyensis Koi & M.Kato, 2015